# Hondevilliers
Hondevilliers és un municipi francès, situat al departament de Sena i Marne i a la regió de Illa de França. L'any 2007 tenia 242 habitants.
Forma part del cantó de Coulommiers, del districte de Provins i de la Comunitat de comunes dels Deux Morin.

## Demografia

### Població
El 2007 la població de fet de Hondevilliers era de 242 persones. Hi havia 88 famílies, de les quals 20 eren unipersonals (12 homes vivint sols i 8 dones vivint soles), 24 parelles sense fills, 36 parelles amb fills i 8 famílies monoparentals amb fills.
La població ha evolucionat segons el següent gràfic:
Habitants censats

### Habitatges
El 2007 hi havia 120 habitatges, 92 eren l'habitatge principal de la família, 21 eren segones residències i 7 estaven desocupats. Tots els 120 habitatges eren cases. Dels 92 habitatges principals, 86 estaven ocupats pels seus propietaris, 5 estaven llogats i ocupats pels llogaters i 1 estava cedit a títol gratuït; 5 tenien dues cambres, 14 en tenien tres, 24 en tenien quatre i 49 en tenien cinc o més. 65 habitatges disposaven pel capbaix d'una plaça de pàrquing. A 38 habitatges hi havia un automòbil i a 53 n'hi havia dos o més.

### Piràmide de població
La piràmide de població per edats i sexe el 2009 era:
| Homes | Edats   | Dones |
| ----- | ------- | ----- |
| 0     | 95 o +  | 0     |
| 1     | 90 a 94 | 1     |
| 0     | 85 a 89 | 2     |
| 0     | 80 a 84 | 1     |
| 6     | 75 a 79 | 1     |
| 2     | 70 a 74 | 2     |
| 5     | 65 a 69 | 6     |
| 4     | 60 a 64 | 3     |
| 7     | 55 a 59 | 3     |
| 7     | 50 a 54 | 10    |
| 10    | 45 a 49 | 7     |
| 8     | 40 a 44 | 10    |
| 14    | 35 a 39 | 11    |
| 5     | 30 a 34 | 11    |
| 3     | 25 a 29 | 4     |
| 2     | 20 a 24 | 1     |
| 7     | 15 a 19 | 7     |
| 14    | 10 a 14 | 9     |
| 11    | 5 a 9   | 9     |
| 3     | 0 a 4   | 8     |

## Economia
El 2007 la població en edat de treballar era de 166 persones, 120 eren actives i 46 eren inactives. De les 120 persones actives 113 estaven ocupades (63 homes i 50 dones) i 7 estaven aturades (3 homes i 4 dones). De les 46 persones inactives 6 estaven jubilades, 21 estaven estudiant i 19 estaven classificades com a «altres inactius».

### Ingressos
El 2009 a Hondevilliers hi havia 90 unitats fiscals que integraven 227 persones, la mediana anual d'ingressos fiscals per persona era de 18.779 €.

### Activitats econòmiques
Dels 6 establiments que hi havia el 2007, 1 era d'una empresa de fabricació d'altres productes industrials, 1 d'una empresa d'informació i comunicació, 1 d'una empresa de serveis, 2 d'entitats de l'administració pública i 1 d'una empresa classificada com a «altres activitats de serveis».
L'any 2000 a Hondevilliers hi havia 4 explotacions agrícoles que ocupaven un total de 372 hectàrees.

## Equipaments sanitaris i escolars
El 2009 hi havia una escola maternal integrada dins d'un grup escolar amb les comunes properes formant una escola dispersa.

## Poblacions més properes
El següent diagrama mostra les poblacions més properes.